# Cugulutx
Cugulutx és una possessió situada a la marina del terme de Llucmajor, Mallorca, en el camí de sa Torre.
El topònim Cugulutx és d'origen llatí que ha passat el filtre selector que representà la dominació islàmica, és un mossarabisme.
La possessió de Cugulutx es troba documentada des del 1293. El 1658 era propietat de Miquel Sureda-Sanglada i confrontava amb les possessions de Bennoc, Son Taixaquet, Cas Frares, Son Mut, Son Noguera, So n'Antelm, es Rafalet, Son Fosquet i el Camí des Palmer. Té cases, molí de sang i una capella amb un retaule dedicat a Nostra Senyora de Betlem. Produïa cereals i lleguminoses.

## Jaciments arqueològics
Hi ha una un poblat prehistòric (poblat de Cugulutx) amb navetes d'habitació, dues coves artificials i un nombre considerable de sitges sota terra en molt bon estat de conservació.